# Pacifico Mazzoni
Pacifico Mazzoni (Bari, 1895 – Bari, 1978) è stato un matematico italiano.

## Biografia
Dopo la laurea in matematica all'Università di Pisa nel 1916, quale allievo pure della Scuola Normale Superiore, in quest'ultima ottenne l'abilitazione all'insegnamento nel 1917, indi conseguì la libera docenza in analisi algebrica e infinitesimale nel 1924. Nel 1920, ebbe il premio “Ulisse Dini” dell'Università di Pisa e, nel 1924, il premio ministeriale dell'Accademia nazionale dei Lincei. Fu quindi ordinario di matematica finanziaria e attuariale presso la Facoltà di Economia e Commercio dell'Università di Bari dal 1934 al 1965. 
Incentrò la sua iniziale attività di ricerca principalmente sulla teoria delle equazioni algebriche e sui gruppi finiti. Successivamente si occupò di matematica finanziaria e attuariale.
A Bari gli è stata intitolata una via.